# سندی مک‌فارلن
سندی مک‌فارلن (انگلیسی: Sandy MacFarlane؛ ۱۸۷۸ – ۲۲ دسامبر ۱۹۴۵) بازیکن و مربی فوتبال اهل اسکاتلند بود.
از باشگاه‌هایی که در آن بازی کرده‌است می‌توان به باشگاه فوتبال نیوکاسل یونایتد، باشگاه فوتبال آرسنال، باشگاه فوتبال داندی و باشگاه فوتبال چلسی اشاره کرد.
وی همچنین در تیم ملی فوتبال اسکاتلند بازی کرده‌است.